# Николаевское сельское поселение (Камчатский край)
Николаевское се́льское поселе́ние — муниципальное образование в Елизовском районе Камчатского края Российской Федерации.
Административный центр — село Николаевка.

## История
Статус и границы сельского поселения установлены Законом Камчатской области от 29 декабря 2004 года № 255 «Об установлении границ муниципальных образований, расположенных на территории Елизовского района Камчатской области, и о наделении их статусом муниципального района, городского, сельского поселения».

## Население
| 2010  | 2012  | 2013  | 2014  | 2015  | 2016  | 2017  |
| ----- | ----- | ----- | ----- | ----- | ----- | ----- |
| 2689  | ↗2701 | ↗2703 | ↘2683 | ↗2724 | ↘2696 | ↗2745 |
| 2018  | 2019  | 2020  | 2021  | 2023  |       |       |
| ↗2769 | ↘2764 | ↗2820 | ↘2370 | ↗2409 |       |       |

## Состав сельского поселения
| № | Населённый пункт | Тип населённого пункта       | Население |
| - | ---------------- | ---------------------------- | --------- |
| 1 | Николаевка       | село, административный центр | ↘1815     |
| 2 | Сосновка         | село                         | ↗1005     |